# 天主教瓦拉纳西教区
天主教瓦拉納西教区 （拉丁語：Dioecesis Varanasiensis）是羅馬天主教的一個教區，位於印度北方邦東部。受阿格拉总教区管轄。
2010年有教友18,259名，佔轄區總人口百分之0.1。由151名司鐸名管理43個堂區。現任教區主教拉斐爾‧曼賈里。
1946年7月11日建立戈勒克布爾監牧區，1958年9月17日易名為瓦拉納西-戈勒克布爾監牧區。1970年6月5日升為教區。

## 歷任主教
- 博德‧德蘇薩